# 清潔褶腹喉盤魚
清潔褶腹喉盤魚（學名：Diplecogaster tonstricula）為輻鰭魚綱喉盤魚目喉盤魚科的其中一種，分布於東大西洋塞內加爾及加那利群島海域，深度40公尺，本魚體延長，前部平扁，後部側扁，體不被鱗，覆有粘液層，吻部短而鈍圓形，頭部和身體亮橙色，點綴著細細的黃色或白色橫紋，眼睛呈現淺綠色，後部有棕色橫紋，虹膜周圍有一圈黃色，頰部上有一個白色斑點，邊緣為黑色，魚鰭為橘色，腹鰭喉位，與周圍的皮褶特化成一吸盤，吸盤分前後兩部分，後部有一游離的前緣與前部吸盤隔間，背鰭軟條8枚、臀鰭軟條24-25枚，體長可達2.3公分，屬底棲性魚類，生活習性不明。

## 擴展閱讀
維基物種上的相關：粉眼褶腹喉盤魚